# باربیانو
باربیانو (به ایتالیایی: Barbiano) یک منطقهٔ مسکونی در ایتالیا است که در تیرول جنوبی واقع شده‌است.

## خصوصیات
باربیانو ۲۴٫۴ کیلومترمربع مساحت و ۱٬۶۰۱ نفر جمعیت دارد و ۸۳۶ متر بالاتر از سطح دریا واقع شده‌است.